# Куликівська сільська рада (Радехівський район)
| Куликівська сільська рада — колишній орган місцевого самоврядування у Радехівському районі Львівської області з адміністративним центром у с. Куликів. Історична дата утворення: в 1939 році. Водоймища на території, підпорядкованій даній раді: річка Судилівка. Сільській раді були підпорядковані населені пункти: - с. Куликів - с. Волиця-Барилова - с. Корчівка |

## Склад ради
Рада складалася з 14 депутатів та голови.

### Керівний склад ради
| ПІБ                        | Основні відомості                                                 | Дата обрання | Дата звільнення |
| -------------------------- | ----------------------------------------------------------------- | ------------ | --------------- |
| Ільчук Надія Володимирівна | Сільський голова, 1967 року народження, освіта, позапартійна      | 26.03.2006   | 31.10.2010      |
| Цюрось Григорій Іванович   | Сільський голова, 1967 року народження, освіта вища, безпартійний | 31.10.2010   |                 |

Примітка: таблиця складена за даними джерела